# 一排钓鱼人 (修拉)

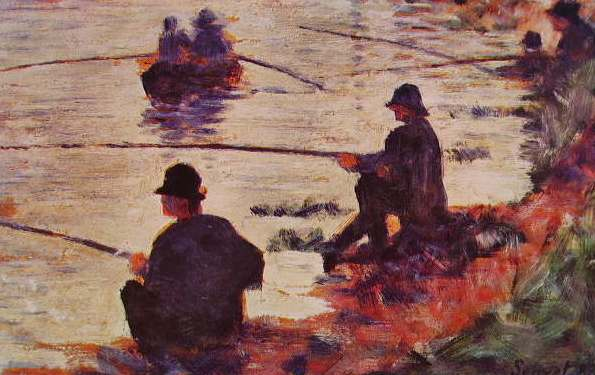

《一排钓鱼人》（Pêcheurs à la ligne）是法国画家乔治·修拉的一幅油画，画幅为15.7厘米乘24.4厘米，绘于1883年。现藏于特鲁瓦现代艺术博物馆（Musée d'Art moderne de Troyes）。
画作描绘几名戴帽的渔民，坐成一排，在塞纳河河岸上钓鱼。在河中央，另外两个渔民在船上钓鱼。
这幅画是 《大碗岛的星期天下午》（Un dimanche après-midi à l'Île de la Grande Jatte）的一项预备作品。
1976年，这幅画由特鲁瓦现代艺术博物馆收藏。